# تشارلز ليتل
تشارلز ليتل (22 مايو 1870 في المملكة المتحدة - 20 مايو 1922) (بالإنجليزية: Charles Little)‏ هو لاعب كريكت بريطاني.

## وصلات خارجية
- تشارلز ليتل على موقع إي آس بي آن كريك إنفو (الإنجليزية)